# Besourinho
O besourinho ou rabo-branco-mirim (Phaethornis idaliae) é uma espécie brasileira de beija-flor. Tais aves possuem uma extensa ponta branca e garganta acastanhada. 